# Chung Il-kwon
Dans ce nom coréen, le nom de famille, Chung, précède le nom personnel.
Pour les articles homonymes, voir Chung.
Chung Il-kwon (hangeul : 정일권, hanja : 丁一權, 21 novembre 1917 - 17 janvier 1994) était le commandant des troupes sud-coréennes pendant la guerre de Corée, homme d'État, puis Premier ministre (du 10 mai 1964 au 20 décembre 1970) et ministre des Affaires étrangères de la Corée du Sud. Son nom de plume était Cheongsa (청사, 淸史).

## Biographie
Chung est né en 1917 à Oussouriisk dans l'Extrême-Orient russe ou bien à Kyongwon (en) dans la province du Hamgyong dans le nord de la péninsule coréenne à une époque où celle-ci était occupée par le Japon. Formé à l'académie militaire de Tokyo, il commence sa carrière dans l'armée impériale japonaise qu'il sert avec le grade de capitaine durant la Seconde Guerre mondiale. À la fin de cette guerre, il rejoint d'abord l'armée de la Chine nationaliste puis l'armée sud-coréenne alors en cours de gestation. Dès l'âge de 32 ans, il conduit ces troupes pendant presque toute la guerre de Corée et est dès lors considéré comme un héros national.
Chung quitte l'armée en 1957 avec le grade de général quatre étoiles. À la suite de l'élévation de la légation au rang d'ambassade, il devient le premier ambassadeur de Corée en France à partir du 16 juin 1959. Ensuite, il est nommé une première fois ambassadeur aux États-Unis en 1960 (jusqu'en 1961) puis de nouveau de 1963 à 1964. Il étudie alors les sciences politiques à Oxford et les relations internationales à Harvard.
Étroitement lié au général Park Chung-hee, il accède à de hautes positions gouvernementales à la suite de la prise du pouvoir par ce dernier. Il assure ainsi le poste de ministre des affaires étrangères du 17 décembre 1963 au 24 juillet 1964 ainsi que du 17 décembre 1966 au 29 juin 1967. Surtout, il est premier ministre du 10 mai 1964 au 20 décembre 1970. Il est également connu pour son implication dans le scandale du Koreagate, une tentative de prise d'influence de politiciens coréens sur le parlement des États-Unis visant à éviter un retrait des troupes américaines.
Chung Il-kwon est mort à l'âge de 76 ans des suites d'un cancer dans un hôpital d'Hawaï.

## Œuvres
- Guerre et Trêve (전쟁과 휴전)
- Mémoires de Chung Il-kwon (정일권 회고록)